# Kasseler Sport-Verein Hessen Kassel 1980-1981
Questa voce raccoglie le informazioni riguardanti il Kasseler Sport-Verein Hessen Kassel nelle competizioni ufficiali della stagione 1980-1981.

## Stagione
Nella stagione 1980-1981 l'Hessen Kassel, allenato da Rudolf Kröner, concluse il campionato di 2. Bundesliga al 4º posto. In Coppa di Germania l'Hessen Kassel fu eliminato al terzo turno dal Friburgo.

## Rosa
| N. |                     | Ruolo | Calciatore      |
| -- | ------------------- | ----- | --------------- |
| 1  | Germania (bandiera) | P     | Gerhard Siewert |
| 1  | Germania (bandiera) | P     | Hans Wulf       |
| 3  | Germania (bandiera) | D     | Manfred Damerau |
| 3  | Germania (bandiera) | D     | Bernd Hüter     |
| 4  | Germania (bandiera) | C     | Armin Hofmann   |
| 4  | Germania (bandiera) | A     | Ulrich Wielandt |
| 5  | Germania (bandiera) | D     | Walter Horch    |
| 6  | Germania (bandiera) | D     | Bernd Sturm     |
| 6  | Germania (bandiera) | C     | Edward Kott     |
| 6  | Germania (bandiera) | A     | Gerhard Grau    |

| N. |                     | Ruolo | Calciatore        |
| -- | ------------------- | ----- | ----------------- |
| 7  | Germania (bandiera) | C     | Klaus Zaczyk      |
| 8  | Germania (bandiera) | C     | Peter Kempa       |
| 9  | Germania (bandiera) | A     | Otmar Ludwig      |
| 10 | Germania (bandiera) | A     | Helmut Hampl      |
| 15 | Germania (bandiera) | A     | Willi Nebe        |
|    | Germania (bandiera) | C     | Winfried Döring   |
|    | Germania (bandiera) | C     | Gerhard Ewald     |
|    | Germania (bandiera) | C     | Werner Frohnapfel |
|    | Germania (bandiera) | C     | Manfred Grawunder |
|    | Germania (bandiera) | C     | Guntfried Hunold  |

## Organigramma societario
Area tecnica
- Allenatore: Rudolf Kröner
- Allenatore in seconda:
- Preparatore dei portieri:
- Preparatori atletici:

## Calciomercato

### Sessione estiva
| Acquisti | Acquisti          | Acquisti            | Acquisti |
| R.       | Nome              | da                  | Modalità |
| -------- | ----------------- | ------------------- | -------- |
| A        | Ulrich Wielandt   | Borussia M'gladbach |          |
| C        | Manfred Grawunder | Baunatal            |          |
| A        | Otmar Ludwig      | Freiburger          |          |
| P        | Hans Wulf         | Wormatia Worms      |          |

| Cessioni | Cessioni       | Cessioni         | Cessioni |
| R.       | Nome           | a                | Modalità |
| -------- | -------------- | ---------------- | -------- |
| A        | Werner Alder   | CSC 03 Kassel    |          |
| P        | Eckhard Vofrei | Arminia Hannover |          |

### Sessione invernale
| Acquisti | Acquisti | Acquisti | Acquisti |
| R.       | Nome     | da       | Modalità |
| -------- | -------- | -------- | -------- |

| Cessioni | Cessioni | Cessioni | Cessioni |
| R.       | Nome     | a        | Modalità |
| -------- | -------- | -------- | -------- |

## Risultati

### 2. Bundesliga

#### Girone di andata
| Friburgo in Brisgovia 5 agosto 1980 1ª giornata | Friburgo | 0 – 0 referto | Hessen Kassel | Dreisamstadion (4 000 spett.)\| Arbitro: \| Ulm \| |
| Arbitro:                                        | Ulm      |               |               |                                                    |

| Arbitro: | Ross |

|                          |           |                      |
| Zaczyk 6’ Hampl 53’, 74’ | Marcatori | 70’ (aut.) Grawunder |

| Arbitro: | Aldinger |

|                                                      |           |                                |
| Döring 19’ Zaczyk 35’ Ludwig 37’ Hampl 43’ Kempa 63’ | Marcatori | 75’ Trieb 82’ (rig.) Förschner |

| Arbitro: | Sahner |

|                    |           |                                      |
| Rupp 70’ Sterz 90’ | Marcatori | 26’ Döring 51’ Ludwig 76’, 89’ Hampl |

| Kassel 23 agosto 1980 5ª giornata | Hessen Kassel | 0 – 0 referto | Eintracht Treviri | Auestadion (15 000 spett.)\| Arbitro: \| Eli \| |
| Arbitro:                          | Eli           |               |                   |                                                 |

| Arbitro: | Stelzer |

|                             |           |                     |
| Georg 42’ Henkes 55’ (rig.) | Marcatori | 52’ Grau 67’ Ludwig |

| Arbitro: | Wohlfarth |

|                                     |           |  |
| Ludwig 19’, 42’ Hampl 37’ Horch 88’ | Marcatori |  |

| Arbitro: | Neuner |

|                              |           |  |
| Steinkirchner 50’ Täuber 59’ | Marcatori |  |

| Arbitro: | Schraivogel |

|                                                                 |           |          |
| Hampl 2’ Kott 33’, 50’ Grawunder 55’ Ludwig 59’, 86’ Döring 82’ | Marcatori | 27’ Ruhs |

| Offenbach am Main 26 settembre 1980 10ª giornata | Kickers Offenbach | 0 – 0 referto | Hessen Kassel | Stadion am Bieberer Berg (15 000 spett.)\| Arbitro: \| Scheffner \| |
| Arbitro:                                         | Scheffner         |               |               |                                                                     |

| Arbitro: | Engel |

|            |           |           |
| Ludwig 70’ | Marcatori | 71’ Marek |

| Ulma 17 ottobre 1980 12ª giornata | Ulma | 0 – 0 referto | Hessen Kassel | Donaustadion (2 500 spett.)\| Arbitro: \| Kuhn \| |
| Arbitro:                          | Kuhn |               |               |                                                   |

| Arbitro: | Binninger |

|                 |           |                          |
| Horn 39’ (aut.) | Marcatori | 30’ Hoffmann 44’ Schmitz |

| Arbitro: | Joos |

|                   |           |                      |
| Weber 13’ Orf 23’ | Marcatori | 11’ Hampl 79’ Döring |

| Kassel 19 novembre 1980 15ª giornata | Hessen Kassel | 0 – 0 referto | Saarbrücken | Auestadion (7 500 spett.)\| Arbitro: \| Gschwender \| |
| Arbitro:                             | Gschwender    |               |             |                                                       |

| Homburg 15 novembre 1980 16ª giornata | Homburg | 0 – 0 referto | Hessen Kassel | Waldstadion (1 500 spett.)\| Arbitro: \| Andres \| |
| Arbitro:                              | Andres  |               |               |                                                    |

| Arbitro: | Glaw |

|                                   |           |                             |
| Wielandt 22’, 37’ Ludwig 40’, 73’ | Marcatori | 51’ Bihn 74’ (rig.) Mattern |

| Arbitro: | Niebergall |

|             |           |  |
| Swiatek 89’ | Marcatori |  |

| Arbitro: | Michel |

|                                        |           |                                       |
| Hampl 20’ Ludwig 23’, 51’ Wielandt 32’ | Marcatori | 7’, 79’ Hahn 9’ Bernecker 70’ Posniak |

#### Girone di ritorno
| Arbitro: | Schweiger |

|           |           |  |
| Ludwig 4’ | Marcatori |  |

| Mannheim 10 gennaio 1981 21ª giornata | Waldhof Mannheim | 0 – 0 referto | Hessen Kassel | Carl-Benz-Stadion (3 800 spett.)\| Arbitro: \| Sahner \| |
| Arbitro:                              | Sahner           |               |               |                                                          |

| Arbitro: | Luca |

|            |           |                              |
| Perrey 24’ | Marcatori | 70’, 80’ Wielandt 87’ Ludwig |

| Arbitro: | Ermer |

|                                   |           |           |
| Ludwig 5’ Wielandt 19’ Zaczyk 62’ | Marcatori | 27’ Jakob |

| Arbitro: | Matheis |

|             |           |           |
| Aumeier 35’ | Marcatori | 14’ Hampl |

| Arbitro: | Tritschler |

|                                 |           |  |
| Frohnapfel 31’ Sturm 68’ (rig.) | Marcatori |  |

| Arbitro: | Werner |

|                          |           |  |
| Rohatsch 14’ Stetter 64’ | Marcatori |  |

| Kassel 6 marzo 1981 27ª giornata | Hessen Kassel | 0 – 0 referto | Kickers Stoccarda | Auestadion (23 000 spett.)\| Arbitro: \| Messmer \| |
| Arbitro:                         | Messmer       |               |                   |                                                     |

| Arbitro: | Clajus |

|  |           |                          |
|  | Marcatori | 27’ Kempa 75’ Frohnapfel |

| Kassel 21 marzo 1981 29ª giornata | Hessen Kassel | 0 – 0 referto | Kickers Offenbach | Auestadion (25 000 spett.)\| Arbitro: \| Theobald \| |
| Arbitro:                          | Theobald      |               |                   |                                                      |

| Arbitro: | Kühne |

|  |           |                               |
|  | Marcatori | 71’ Kempa 76’, 88’ Frohnapfel |

| Kassel 4 aprile 1981 31ª giornata | Hessen Kassel | 0 – 0 referto | Ulma | Auestadion (12 000 spett.)\| Arbitro: \| Kinzinger \| |
| Arbitro:                          | Kinzinger     |               |      |                                                       |

| Arbitro: | Aldinger |

|                   |           |           |
| Besl 11’ Horn 19’ | Marcatori | 34’ Hampl |

| Arbitro: | Huster |

|           |           |  |
| Hampl 73’ | Marcatori |  |

| Arbitro: | Föckler |

|            |           |                    |
| Brehme 47’ | Marcatori | 86’ Nebe 88’ Hampl |

| Arbitro: | Schumann |

|           |           |  |
| Hampl 39’ | Marcatori |  |

| Worms 8 maggio 1981 36ª giornata | Wormatia Worms | 0 – 0 referto | Hessen Kassel | Wormatia-Stadion (3 000 spett.)\| Arbitro: \| Ermer \| |
| Arbitro:                         | Ermer          |               |               |                                                        |

| Arbitro: | Dölfel |

|              |           |  |
| Wielandt 60’ | Marcatori |  |

| Arbitro: | Engel |

|                                                              |           |                 |
| Cestonaro 10’ Jordens 22’, 67’ Pötschke 81’ Weiss 86’ (rig.) | Marcatori | 51’ (rig.) Nebe |

### Coppa di Germania
| Arbitro: | Correll |

|                             |           |                                                 |
| Pfeffermann 39’ Walitza 85’ | Marcatori | 10’ Frohnapfel 21’ (rig.) Hampl 71’, 77’ Ludwig |

| Arbitro: | Nolte |

|                                               |           |  |
| Schulzki 36’ (aut.) Hofmann 37’, 49’ Grau 73’ | Marcatori |  |

| Arbitro: | Ross |

|                           |           |            |
| Dämpfling 45’ Binder 107’ | Marcatori | 87’ Ludwig |

## Statistiche

### Statistiche di squadra
| Competizione      | Punti | In casa | In casa | In casa | In casa | In casa | In casa | In trasferta | In trasferta | In trasferta | In trasferta | In trasferta | In trasferta | Totale | Totale | Totale | Totale | Totale | Totale | DR  |
| Competizione      | Punti | G       | V       | N       | P       | Gf      | Gs      | G            | V            | N            | P            | Gf           | Gs           | G      | V      | N      | P      | Gf     | Gs     | DR  |
| ----------------- | ----- | ------- | ------- | ------- | ------- | ------- | ------- | ------------ | ------------ | ------------ | ------------ | ------------ | ------------ | ------ | ------ | ------ | ------ | ------ | ------ | --- |
| 2. Bundesliga     | 48    | 19      | 11      | 7       | 1       | 38      | 14      | 19           | 5            | 9            | 5            | 21           | 21           | 38     | 16     | 16     | 6      | 59     | 35     | +24 |
| Coppa di Germania | -     | 1       | 1       | 0       | 0       | 4       | 0       | 2            | 1            | 0            | 1            | 5            | 4            | 3      | 2      | 0      | 1      | 9      | 4      | +5  |
| Totale            | 48    | 20      | 12      | 7       | 1       | 42      | 14      | 21           | 6            | 9            | 6            | 26           | 25           | 41     | 18     | 16     | 7      | 68     | 39     | +29 |

### Andamento in campionato
| Giornata  | 1  | 2 | 3 | 4 | 5 | 6 | 7 | 8 | 9 | 10 | 11 | 12 | 13 | 14 | 15 | 16 | 17 | 18 | 19 | 20 | 21 | 22 | 23 | 24 | 25 | 26 | 27 | 28 | 29 | 30 | 31 | 32 | 33 | 34 | 35 | 36 | 37 | 38 |
| --------- | -- | - | - | - | - | - | - | - | - | -- | -- | -- | -- | -- | -- | -- | -- | -- | -- | -- | -- | -- | -- | -- | -- | -- | -- | -- | -- | -- | -- | -- | -- | -- | -- | -- | -- | -- |
| Luogo     | T  | C | C | T | C | T | C | T | C | T  | C  | T  | C  | T  | C  | T  | C  | T  | C  | C  | T  | T  | C  | T  | C  | T  | C  | T  | C  | T  | C  | T  | C  | T  | C  | T  | C  | T  |
| Risultato | N  | V | V | V | N | N | V | P | V | N  | N  | N  | P  | N  | N  | N  | V  | P  | N  | V  | N  | V  | V  | N  | V  | P  | N  | V  | N  | V  | N  | P  | V  | V  | V  | N  | V  | P  |
| Posizione | 12 | 2 | 3 | 1 | 2 | 2 | 2 | 2 | 2 | 3  | 3  | 4  | 5  | 5  | 5  | 5  | 4  | 5  | 6  | 4  | 4  | 4  | 3  | 4  | 3  | 4  | 4  | 4  | 3  | 3  | 3  | 4  | 4  | 4  | 3  | 4  | 3  | 4  |

Legenda:

Luogo: C = Casa; T = Trasferta. Risultato: V = Vittoria; N = Pareggio; P = Sconfitta.

### Statistiche dei giocatori
| Giocatore     | 2. Bundesliga | 2. Bundesliga | 2. Bundesliga | 2. Bundesliga | Coppa di Germania | Coppa di Germania | Coppa di Germania | Coppa di Germania | Totale   | Totale | Totale      | Totale     |
| Giocatore     | Presenze      | Reti          | Ammonizioni   | Espulsioni    | Presenze          | Reti              | Ammonizioni       | Espulsioni        | Presenze | Reti   | Ammonizioni | Espulsioni |
| ------------- | ------------- | ------------- | ------------- | ------------- | ----------------- | ----------------- | ----------------- | ----------------- | -------- | ------ | ----------- | ---------- |
| M. Damerau    | 34            | 0             | 6             | 0             | 3                 | 0                 | 1                 | 0                 | 37       | 0      | 7           | 0          |
| W. Döring     | 35            | 4             | 0             | 0             | 3                 | 0                 | 0                 | 0                 | 38       | 4      | 0           | 0          |
| G. Ewald      | 0             | 0             | 0             | 0             | 0                 | 0                 | 0                 | 0                 | 0        | 0      | 0           | 0          |
| W. Frohnapfel | 29            | 4             | 2             | 0             | 3                 | 1                 | 0                 | 0                 | 32       | 5      | 2           | 0          |
| G. Grau       | 34            | 1             | 3             | 0             | 1                 | 1                 | 0                 | 0                 | 35       | 2      | 3           | 0          |
| M. Grawunder  | 34            | 1             | 2             | 0             | 2                 | 0                 | 0                 | 0                 | 36       | 1      | 2           | 0          |
| H. Hampl      | 34            | 14            | 5             | 1             | 2                 | 1                 | 0                 | 0                 | 36       | 15     | 5           | 1          |
| A. Hofmann    | 22            | 0             | 1             | 1             | 3                 | 2                 | 0                 | 0                 | 25       | 2      | 1           | 1          |
| W. Horch      | 38            | 1             | 0             | 0             | 2                 | 0                 | 0                 | 0                 | 40       | 1      | 0           | 0          |
| G. Hunold     | 0             | 0             | 0             | 0             | 1                 | 0                 | 0                 | 0                 | 1        | 0      | 0           | 0          |
| B. Hüter      | 21            | 0             | 5             | 0             | 2                 | 0                 | 0                 | 0                 | 23       | 0      | 5           | 0          |
| P. Kempa      | 29            | 3             | 2             | 0             | 3                 | 0                 | 0                 | 1                 | 32       | 3      | 2           | 1          |
| E. Kott       | 8             | 2             | 0             | 0             | 2                 | 0                 | 0                 | 0                 | 10       | 2      | 0           | 0          |
| O. Ludwig     | 25            | 15            | 4             | 0             | 3                 | 3                 | 0                 | 0                 | 28       | 18     | 4           | 0          |
| W. Nebe       | 11            | 2             | 1             | 0             | 0                 | 0                 | 0                 | 0                 | 11       | 2      | 1           | 0          |
| G. Siewert    | 1             | 0             | 0             | 0             | 0                 | 0                 | 0                 | 0                 | 1        | 0      | 0           | 0          |
| B. Sturm      | 37            | 1             | 3             | 0             | 3                 | 0                 | 0                 | 0                 | 40       | 1      | 3           | 0          |
| U. Wielandt   | 19            | 7             | 1             | 0             | 1                 | 0                 | 0                 | 0                 | 20       | 7      | 1           | 0          |
| H. Wulf       | 38            | 0             | 2             | 0             | 3                 | 0                 | 0                 | 0                 | 41       | 0      | 2           | 0          |
| K. Zaczyk     | 35            | 3             | 1             | 0             | 1                 | 0                 | 0                 | 0                 | 36       | 3      | 1           | 0          |